# Купецкий, Ян
Ян Купе́цкий (Купецки чеш. Jan Kupecký, нем. Johann Kupetzky, словац. Ján Kupecký; 1667, Пезинок, в то время — Венгрия, ныне — Словакия — 16 июля 1740, Нюрнберг) — словацкий портретный и исторический живописец. Работал в Венгрии, Словакии, Италии, Австрии, Германии.

## Биография
Из семьи протестантов, принадлежал к общине моравских братьев. Ученик Бенедиктa Клауса в Люцерне, усовершенствовался в Италии изучением великих мастеров. Во время своего двадцатидвухлетнего пребывания в этой стране, а затем и в Вене, исполнил несколько исторических картин, но получил известность, главным образом, благодаря своим портретам, исполненным с большим вкусом, сочной и свободной кистью, в приятных тонах, хотя иногда и изысканным в позах и выражении. Во время пребывания Петра Великого в Карлсбаде в 1711 г. написал его портрет (поясной, в 3/4 поворота налево; находится в Брауншвейгской галерее; гравирован А. Зубовым, Фогелем и др.).

## Творчество
Сложился под влиянием Караваджо, Рембрандта, Гвидо Рени.

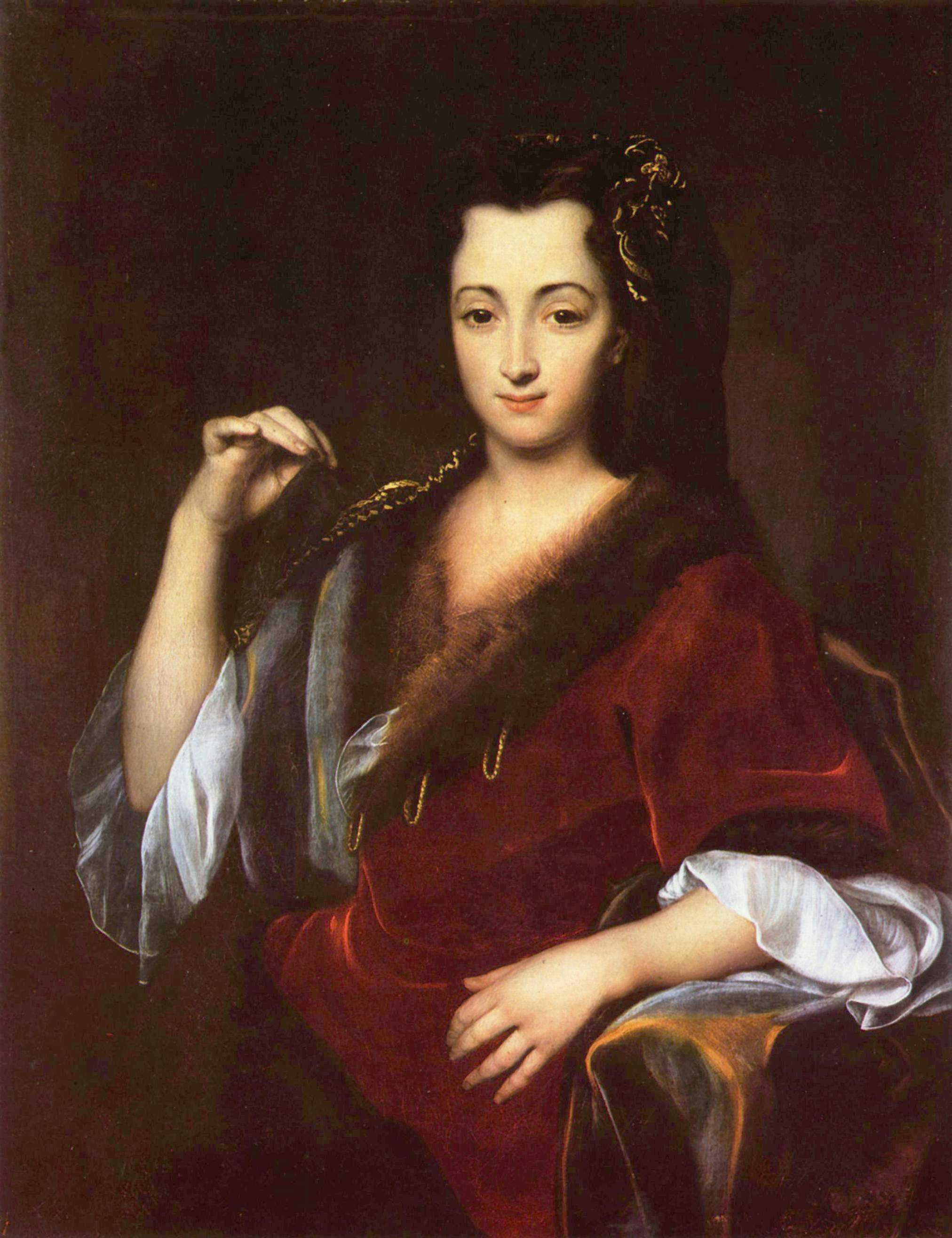
Портрет молодой польки, ок. 1710, Музей герцога Антона Ульриха, Брауншвейг
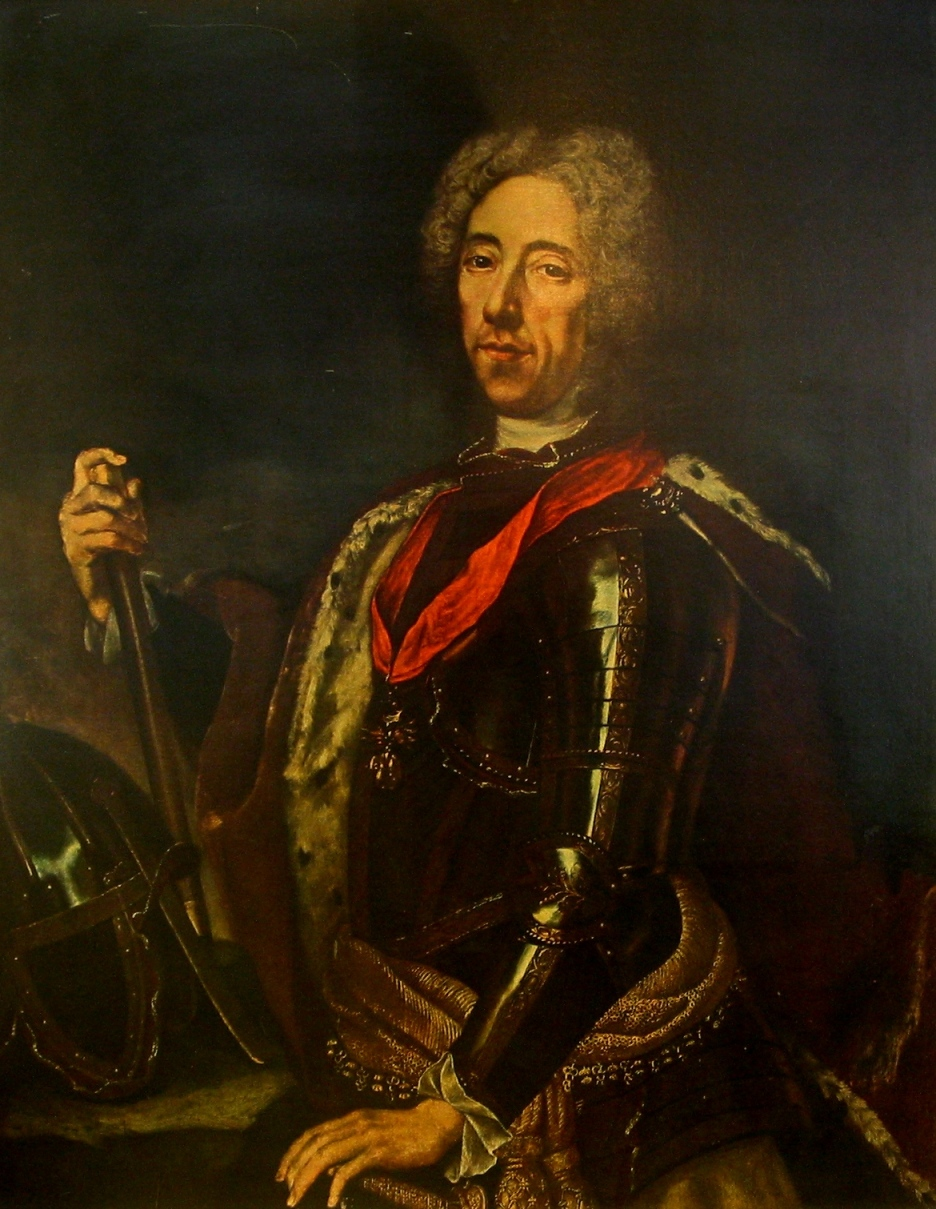
Портрет принца Евгения Савойского (Военно-исторический музей, Вена).
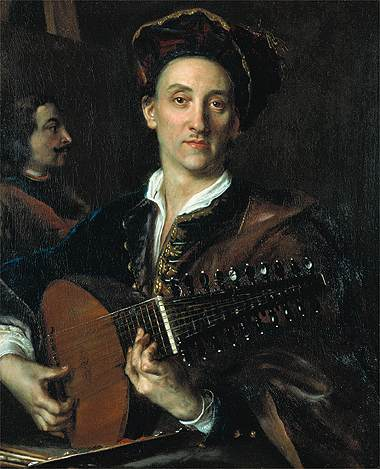
Портрет художника Давида Хойера ок. 1716
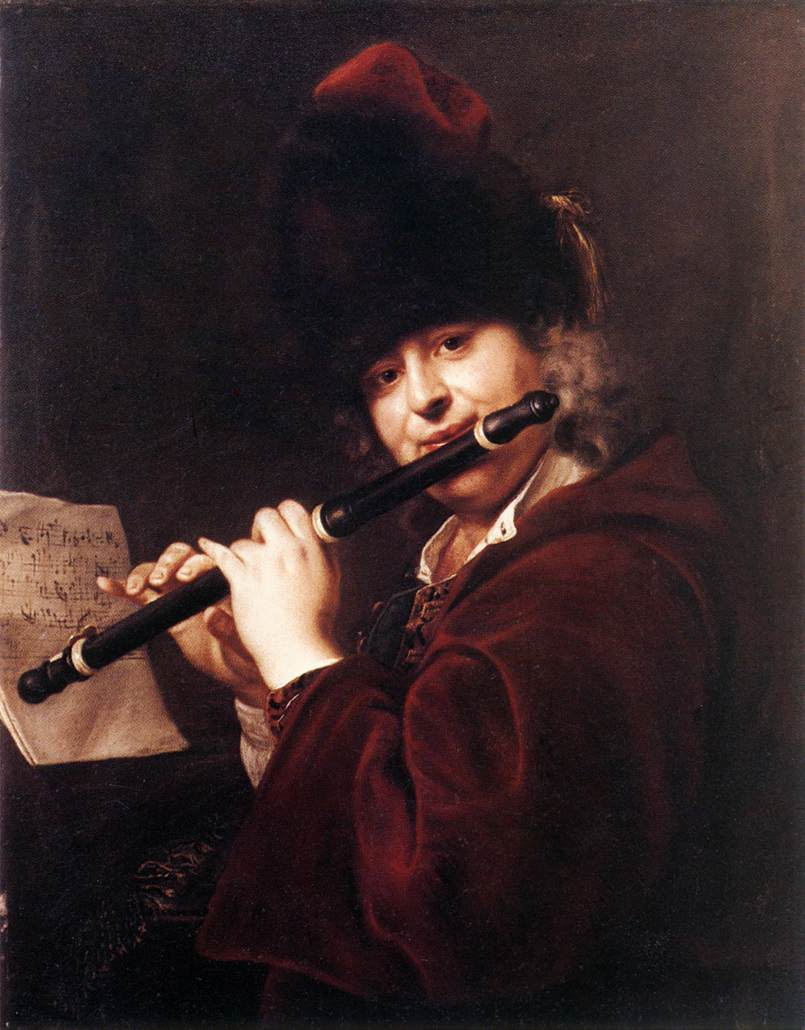
Портрет Йозефа Лембергера